# Отношения Республики Конго и ЮАР
Отношения Республики Конго и Южно-Африканской Республики — двусторонние дипломатические отношения между Республикой Конго и Южно-Африканской Республикой (ЮАР). Государства являются членами Организации Объединённых Наций и Африканского союза.

## История
Республика Конго активно выступала против режима апартеида в ЮАР. В ноябре 1981 года в Народной Республике Конго прошла конференция под названием «Апартеид и здоровье», на которой обсуждались последствия расовой дискриминации и социального неравенства для здоровья.
В декабре 1988 года представители Анголы, Кубы и ЮАР подписали Браззавильский протокол, предписывающий вывод кубинских войск из Анголы, что проложило путь к независимости Намибии посредством последующего подписания Трёхстороннего соглашения в Нью-Йорке.
В октябре 2005 года группа южноафриканских бизнесменов посетила Республику Конго.
В ноябре 2005 года президент Южно-Африканской Республики Табо Мбеки возглавил делегацию южноафриканских политиков и бизнесменов в Браззавиль, чтобы активизировать двусторонние отношения. В состав группы входили министры Мандиси Мпалва, Джефф Радебе и Палло Джордан, а также заместитель министра Сью ван дер Мерве. Во время поездки Табо Мбеки встретился с президентом Республики Конго Дени Сассу-Нгессо. Табо Мбеки также выступил на совместном заседании в парламенте Республики Конго.
В октябре 2009 года правительство Республики Конго подписало соглашение о даче согласия на аренду 200 000 га земли для нужд южноафриканских фермеров. Большая часть земли, сданной в аренду южноафриканцам, принадлежала фермам, которые ранее находились в ведении конголезского правительства, но при этом не использовались. Продовольствие, производимое на этих фермах, в основном предназначено для внутреннего рынка Республики Конго.